# عبد الله علي عمر
اللواء عبد الله علي عمر (داد) (بالصومالية: Cabdilaahi Cali Cumar)‏مسؤول عسكري صومالي، شغل منصب قائد القوات المسلحة الصومالية.

## خلفية تاريخية
ينحدر عبد الله من مدينة جالكعيو مركز محافظة مدج بوسط الصومال. 
في شبابه درس في ثانوية جمال عبد الناصر في العاصمة الصومالية مقديشو قبل التحاقه بالجيش. 
شغل عبد الله لاحقًا منصب رئيس أركان القوات المسلحة في ولاية بونتلاند، ثم عُين قائدا للقوات المسلحة الصومالية في 10 فبراير 2007 وشغل المنصب حتى 21 يوليو 2007 وخلفه في المنصب صالح حسن جامع في حين عُين عبد الله في وزارة الداخلية. 